# Laguna (Káraný)
Vodní plocha Laguna se nachází na břehu Labe v Káraném v okrese Praha-východ. Má podlouhlý charakter s orientací z jihovýchodu na severozápad. Měří asi 220 metrů na délku a 45 metrů na šířku v nejširším místě, u okrajů pak 25 metrů. Její břehy jsou zatravněny a procházejí zde cesty, na severu je to asfaltka. Plocha vznikla po roce 1950. Rozloha Laguny je 0,5 ha. Je zde povolen sportovní rybolov. Laguna je v majetku vodárny Káraný a slouží k čištění vody sedimentací.

## Galerie

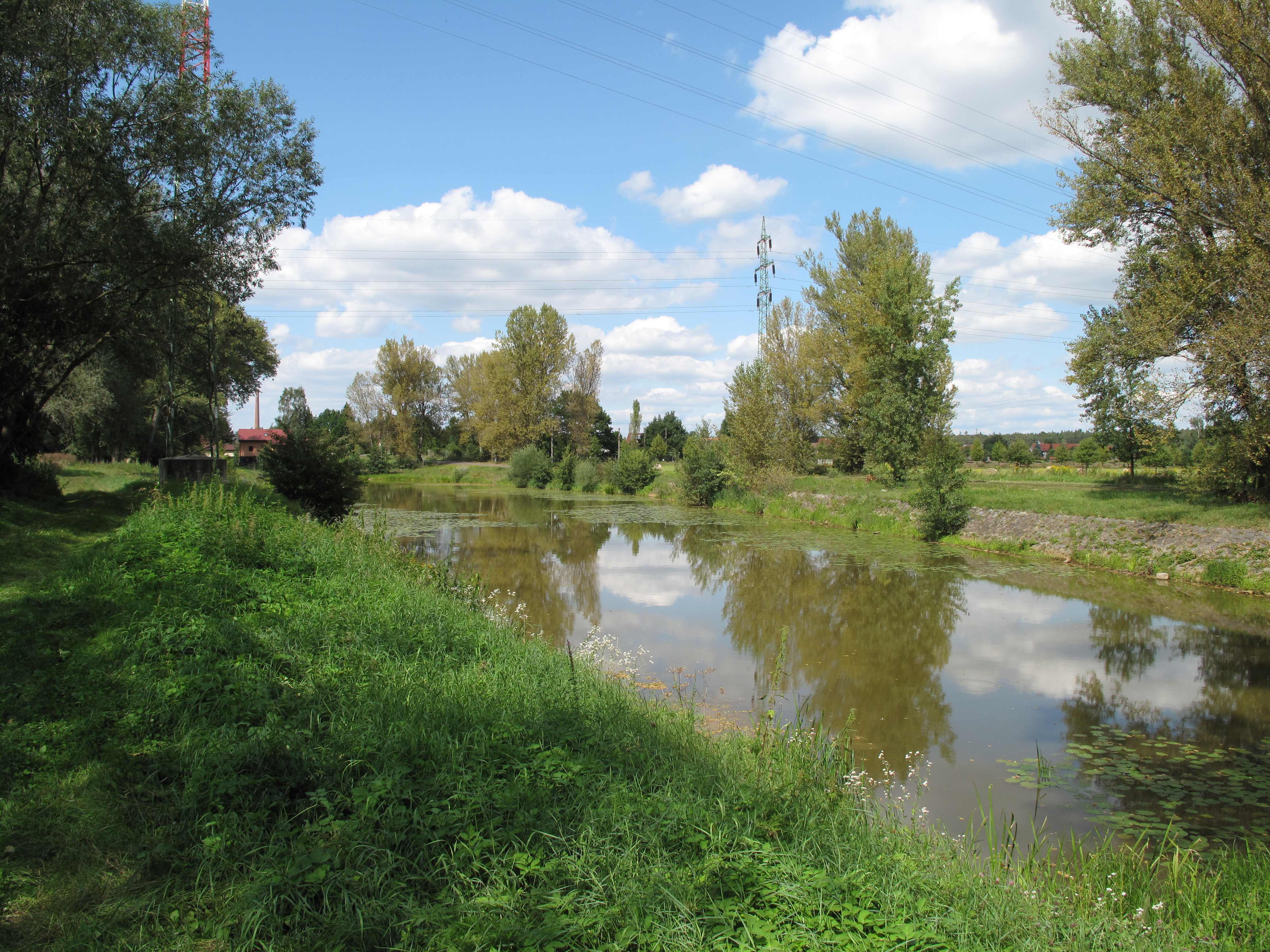
Pohled ze strany
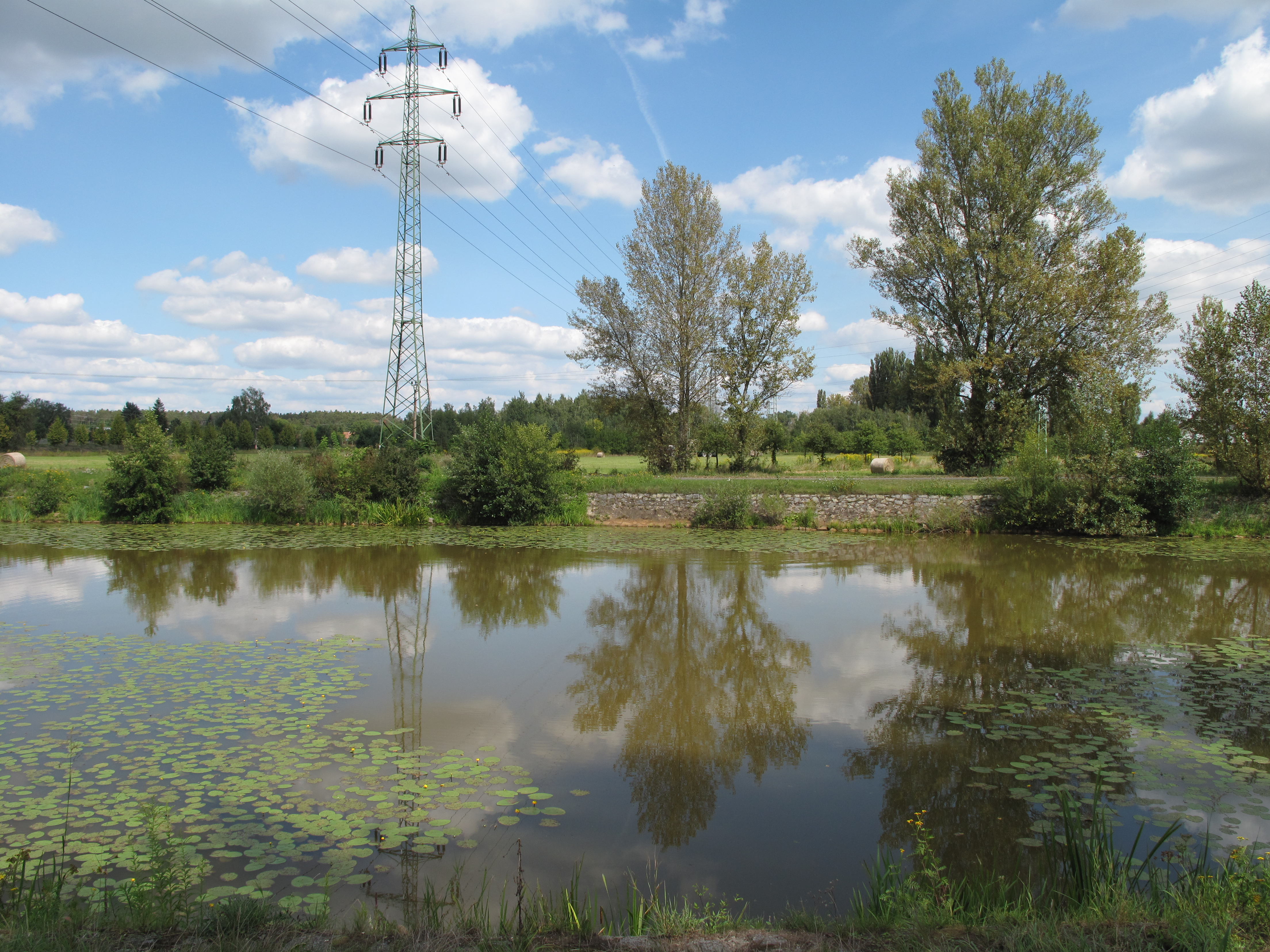
Vodní rostliny
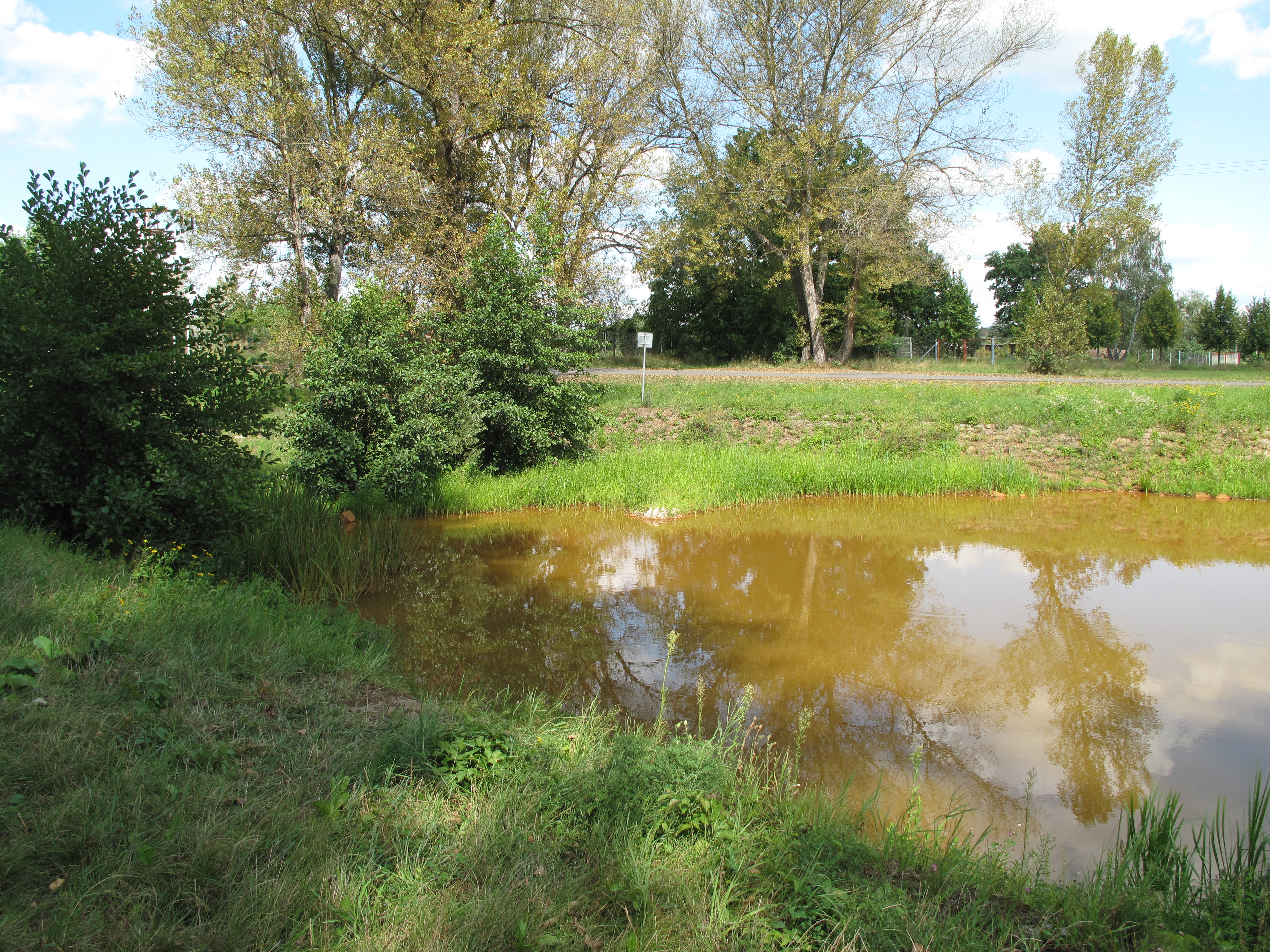
Rezavá barva indikuje vyšší obsah železa